# Yasuhiro Ishimoto
Yasuhiro Ishimoto, en idioma japonés 石元泰博 Ishimoto Yasuhiro ( 14 de junio de 1921 – 6 de febrero de 2012) fue un fotógrafo japonés.
Hijo de una familia japonesa dedicada a la agricultura, cuando tenía tres años se trasladó con sus padres a Japón, donde estudió agricultura en la Escuela Agrícola de la Prefectura de Kochi, estudios que finalizó en 1938. Un año después regresó a Estados Unidos donde entre 1940 y 1942 amplió sus estudios de agricultura en la Universidad de Berkeley. Al declararse la guerra con Japón durante la Segunda Guerra Mundial debido a su origen étnico fue recluido en el campo de Armach en Colorado, donde permaneció hasta el final de guerra. En 1946 comenzó a realizar fotografías durante su estancia en Chicago donde había iniciado estudios de arquitectura en la Universidad de Northwestern, sin embargo, en 1948 abandonó esos estudios para dedicarse a estudiar fotografía con Harry Callahan y Aaron Siskind en el Instituto de Tecnología de Illinois.
En 1950 recibió el premio al mejor fotógrafo novel otorgado por la revista Life y en 1951 y 1952 el premio Moholy-Nagy. Al año siguiente Edward Steichen lo selecciona para participar en la exposición The Family of Man como representante de la fotografía japonesa; y poco después el Museo de Arte Moderno de Nueva York le pide hacer las fotografías del palacio imperial de Katsura, este trabajo lo terminó en 1958. El resultado se dio a conocer en un libro que se publicó el año 1960 en la colaboración con los arquitectos Walter Gropius y Kenzo Tange.
En 1961 se trasladó a vivir a Fujisawa y un año después comenzó a dar clases en el Instituto de Diseño Kuwasawa y en el Colegio de Fotografía de Tokio. Entre 1966 y 1971 fue profesor en la Universidad Zokei de Tokio. En 1969 decidió convertirse en ciudadano japonés.
Entre 1975 y 1978 se dedicó a viajar por diferentes países entre los que se encuentran Irak, Irán, Turquía, China, España, la India, Australia y algunos de América del Sur y del norte de África.
Ha recibido numerosos galardones y reconocimientos entre los que se encuentran: Premio de la Asociación de Críticos Japoneses a los mejores libros publicados por Katsura y Someday, somewhere; Premio Camera Art de 1962 por The face of Chicago; Premio Mainichi Art de 1970 por su libro Chicago, Chicago; Premio del Ministerio de Educación de Japón en 1978 por su libro The Mandalas of the Two world; Premio de la Sociedad Fotográfica de Japón en 1991 y en 1996 fue nombrado "Hombre de Distinción Cultural" por el gobierno japonés.

## Algunas exhibiciones mayores

### Exhibiciones solo
- Art Institute of Chicago. 1960
- Museum of Modern Art, New York. 1961
- "Den Shingonin Ryōkai Mandala" / "Mandala of Two Worlds". Seibu Museum of Art, Tokio. 1977
- Seibu Museum of Art, Tokio. 1989–1990
- "Yasuhiro Ishimoto: Remembrance of Things Present". National Museum of Modern Art, Tokio, 1996
- "Ishimoto Yasuhiro-ten: Shikago, Tōkyō" (石元泰博展 シカゴ、東京 / "Yasuhiro Ishimoto: Chicago and Tokyo". Tokyo Metropolitan Museum of Photography, Tokio. 1998
- "Yasuhiro Ishimoto: A Tale of Two Cities". Art Institute of Chicago. 1999
- "Yasuhiro Ishimoto: Mandalas of the Two Worlds at the Kyoo Gokokuji". National Museum of Art, Osaka. 1999
- "Yasuhiro Ishimoto Photographs: Traces of Memory". Cleveland Museum of Art. 2000–2001
- "Ishimoto Yasuhiro Shashinten 1946–2001" (石元泰博写真展 1946–2001) / "Yasuhiro Ishimoto". The Museum of Art, Kochi, abril–mayo de 2001

### Algunas exhibiciones conjuntas
- The Family of Man. Museum of Modern Art, 1955
- New Japanese Photography. Museum of Modern Art, 1974

## Algunos libros

### Libros dedicados al trabajo de Ishimoto
- Aru hi aru tokoro (ある日ある所) / Someday somewhere. Geibi Shuppansha, 1958. Tuttle, 1959
- Katsura: Nihon kenchiku ni okeru dentō to sōzō (桂 日本建築における伝統と創造) / Katsura: Tradition and Creation in Japanese Architecture. Zōkeisha and Yale University Press, 1960. 2ª ed. (sin texto en inglés): Tokio: Chūōkōronsha, 1971. Edición en inglés: New Haven: Yale University Press, 1972. ISBN 0-300-01599-2
- Shikago, Shikago (シカゴ、シカゴ) / Chicago, Chicago. Tokyo: Bijutsu Shuppansha, 1969. 2ª ed. Tokio: Japan Publ. 1983. ISBN 0-87040-553-5
- Metropolis [Toshi] (1971)
- (With Haruo Tomiyama.) Ningen kakumei no kiroku (人間革命の記録 ({{{2}}}?)) / The Document of Human Revolution. Tokyo: Shashin Hyōronsha, 1973
- Nōmen (能面 ({{{2}}}?), "Noh masks"). Tokio: Heibonsha, 1974
- Den Shingonin Ryōkai Mandara (伝真言院両界曼荼羅 ({{{2}}}?)) / The Mandalas of the Two Worlds. Tokyo: Heibonsha, 1977. Fotos en pantallas de plegado, de costosa elaboración y envasado en dos cajas de gran tamaño. Una edición de 500, a un precio de 880.000 yenes)
- Eros und Cosmos in Mandala: The Mandalas of the Two Worlds at the Kyoo Gokoku-ji. Seibu Museum of Art.
- Den Shingon in mandara (伝真言院曼荼羅 ({{{2}}}?)). Kioto: Sanburaito Shuppan, 1978.
- Kunisaki kikō (国東紀行 ({{{2}}}?), "Kunisaki travelogue"). Nihon no Bi. Tokyo: Shūeisha, 1978. A large-format collection of colour photographs of the Kunisaki peninsula in Kyūshū.
- Karesansui no niwa (枯山水の庭 ({{{2}}}?), "Dry gardens"). Tokio: Kōdansha, 1980.
- Yamataikoku gensō (邪馬台国幻想 ({{{2}}}?)). Nihon no Kokoro. Tokio: Shūeisha, 1980.
- Isuramu: Kūkan to mon'yō (イスラム：空間と文様 ({{{2}}}?)) / Islam: Space and Design. Kioto: Shinshindō, 1980.
- Kōkoku no jūichimen kannon (湖国の十一観音 ({{{2}}}?)). Tokio: Iwanami, 1982.
- Shikago, Shikago: Sono 2 (シカゴ、シカゴ　その２ ({{{2}}}?)) / Chicago, Chicago. Tokio: Libro Port, 1983. ISBN 8-457-00980-9.
- Shikago, Shikago: Sono 2 (シカゴ、シカゴ　その２ ({{{2}}}?)) / Chicago, Chicago. Tokyo: Canon, 1983.  More black and white photographs of Chicago. No captions; foreword and chronology of the photographer in Japanese.
- Katsura rikyū: Kūkan to katachi (桂離宮 空間と形 ({{{2}}}?)). Tokyo: Iwanami, 1983. English translation: Katsura Villa: Space and Form. New York: Rizzoli, 1987.
- Hana (花) / Hana. Tokio: Kyūryūdō, 1988. ISBN 4-7630-8804-1. Ed. inglesa: Flowers, San Francisco: Chronicle, 1989. ISBN 0-87701-668-2
- Kyō no tewaza: Takumi-tachi no emoyō (京の手わざ：匠たちの絵模様). Tokio: Gakugei Shorin, 1988. ISBN 4-905640-14-8
- The Photography of Yasuhiro Ishimoto: 1948–1989. Tokio: Seibu Museum of Art, 1989
- Ishimoto Yasuhiro Shashinten 1946–2001 (石元泰博 1946–2001) / Yasuhiro Ishimoto. Kōchi, Kōchi: The Museum of Art, Kochi, 2001.  Texto en japonés e inglés
- Arata Isozaki Works 30: Architectural Models, Prints, Drawings. Gingko, 1992. ISBN 4-89737-139-2
- Ise Jingū (伊勢神宮 ({{{2}}}?), "Ise shrine"). Tokyo: Iwanami, 1995. ISBN 4-00-008061-X
- Genzai no kioku (現在の記憶 ({{{2}}}?)) / Remembrance of Things Present. Tokyo: National Museum of Modern Art, 1996.  Catalogue of an exhibition held at the National Film Center in 1996. Títulos y textos en japonés e Inglés
- Ishimoto Yasuhiro (石元泰博 ({{{2}}}?)). Nihon no Shashinka. TokIo: Iwanami, 1997. ISBN 4-00-008366-X. Un estudio de la obra monocromo compacta de Ishimoto; texto en japonés
- Yasuhiro Ishimoto: A Tale of Two Cities. Ed. Colin Westerbeck. Chicago: Art Institute of Chicago, 1999. ISBN 0-86559-170-9. Catálogo de una exposición en el Art Institute de Chicago, de mayo a septiembre de 1999
- Toki (刻) / Moment. Tokio: Heibonsha, 2004. ISBN 4-00-008366-X. Un estudio de la obra monocromática de Ishimoto; texto en inglés y japonés
- Shibuya, Shibuya (シブヤ、シブヤ ({{{2}}}?)). Tokio: Heibonsha, 2007. ISBN 978-4-582-27764-7. Imágenes monocromas, la mayoría de los respaldos de las personas individuales en espera de las luces a cambios en las principales calles en frente de Shibuya Station. No hay títulos, mínimo texto en inglés y japonés
- Meguriau iro to katachi (めぐりあう色とかたち ({{{2}}}?)) / Composition. Tokio: Heibonsha, 2008. ISBN 978-4-582-27769-2. Composiciones en colores. Texto mínimo en japonés
- Tajū rokō (多重露光 ({{{2}}}?)) / Multi Exposure. Exhibition catalogue
- Katsura rikyū (桂離宮 ({{{2}}}?)). 2010. ISBN 4-89737-655-6
- Nakamori, Yasufumi. Katsura: Picturing Modernism in Japanese Architecture. Museum of Fine Arts Houston, 2010. ISBN 0-300-16333-9
- Moriyama Akiko (森山明子). Ishimoto Yasuhiro: Shashin to iu shikō (石元泰博　写真という思考) / Yasuhiro Ishimoto: Beyond the Eye that Shapes. 武蔵野美術大学出版局, 2010. ISBN　4901631950。

### Otras obras
- Szarkowski, John, and Shoji Yamagishi. New Japanese Photography. New York: Museum of Modern Art, 1974. ISBN 0-87070-503-2 (hard), ISBN 0-87070-503-2 (paper) Four photographs (1953–1954) from Katsura (1960).
- (en japonés) Nihon nūdo meisakushū (日本ヌード名作集 ({{{2}}}?), Japanese nudes). Camera Mainichi bessatsu. Tokyo: Mainichi Shinbunsha, 1982.  Pp. 166–69 show nudes by Ishimoto.
- Nihon shashin no tenkan: 1960 nendai no hyōgen (日本写真の転換：1960時代の表現 ({{{2}}}?)) / Innovation in Japanese Photography in the 1960s. Tokyo: Tokyo Metropolitan Museum of Photography, 1991.  Catálogo de la exposición, texto en inglés y japonés, pp. 68–77 show examples from "Chicago, Chicago".
- Densha ni miru toshi fūkei 1981–2006 (電車にみる都市風景 1981–2006 ({{{2}}}?) / Scenes of Tokyo City: Prospects from the Train 1981–2006. Tama City, Tokyo: Tama City Cultural Foundation Parthenon Tama, 2006. Exhibition catalogue; pp. 4–13 are devoted to Ishimoto.  títulos y textos en inglés y japonés